# Bewertungsmaßstab zahnärztlicher Leistungen
Der Bewertungsmaßstab zahnärztlicher Leistungen (BEMA 2004) bildet die Grundlage für die Abrechnung vertragszahnärztlicher Leistungen innerhalb der gesetzlichen Krankenversicherung in Deutschland. Das Regelwerk wird im Bewertungsausschuss für vertragszahnärztliche Leistungen zwischen Vertretern des Spitzenverbandes Bund der gesetzlichen Krankenkassen und der Kassenzahnärztlichen Bundesvereinigung vereinbart. Die aktuelle Version trat am 1. Januar 2004 in Kraft und wurde zum 1. April 2013 beziehungsweise 1. April 2014 um die Besuchsleistungen zur aufsuchenden Betreuung von Pflegebedürftigen erweitert.
Auch die sonstigen Kostenträger rechnen auf Grundlage der BEMA 2004 ab. Unter den sonstigen Krankenkassen werden folgende Kostenträger verstanden: Sozialhilfeträger, Versorgungsämter, Landespolizei, Bundeswehr, Bundespolizei, Zivildienst.
Die Abrechnung von Leistungen bei Privatpatienten erfolgt nach der Gebührenordnung für Zahnärzte (GOZ).

## Punktwerte für die Primärkassen und die Ersatzkassen
Die Punktwerte für die KZV Westfalen-Lippe bei den Primärkassen (z. B. AOK, BKK etc.) und den Ersatzkassen (z. B. TK, Barmer etc.) betrugen ab dem 4. Quartal 2012:
|                       | Punktwerte Westfalen-Lippe                                                                    | Konservierende/Chirurgische Leistungen Kieferbruch Parodontologie | IP/FU Leistungen | Kieferorthopädische Leistungen | Zahnersatz |
| Primärkassen          | Ortskrankenkassen Betriebskrankenkassen Innungskrankenkassen Landw. Krankenkassen Knappschaft | 0,8904 €                                                          | 0,9032 €         | 0,7252 €                       | 0,7771 €   |
| Ersatzkassen          | BARMER GEK                                                                                    | 0,9625 €                                                          | 1,0000 €         | 0,7860 €                       | 0,7771 €   |
| Ersatzkassen          | TK                                                                                            | 0,9588 €                                                          | 0,9700 €         | 0,7827 €                       | 0,7771 €   |
| Ersatzkassen          | DAK-Gesundheit                                                                                | 0,9598 €                                                          | 0,9851 €         | 0,7809 €                       | 0,7771 €   |
| Ersatzkassen          | KKH-Allianz                                                                                   | 0,9654 €                                                          | 1,0000 €         | 0,7884 €                       | 0,7771 €   |
| Ersatzkassen          | HEK                                                                                           | 0,9652 €                                                          | 1,0000 €         | 0,7884 €                       | 0,7771 €   |
| Ersatzkassen          | hkk                                                                                           | 0,9655 €                                                          | 1,0000 €         | 0,7884 €                       | 0,7771 €   |
| Sonstige Kostenträger | Sozialhilfeempfänger                                                                          | 0,8904 €                                                          | 0,9032 €         | 0,7252 €                       | 0,7771 €   |
| Sonstige Kostenträger | Bundeswehr                                                                                    | 0,9914 €                                                          | 0,9914 €         | 0,8512 €                       | 0,8512 €   |
| Sonstige Kostenträger | Bundespolizei                                                                                 | 0,9914 €                                                          | 0,9914 €         | 0,8512 €                       | 0,8512 €   |

Der Punktwert für Teil 5 (Zahnersatz) ist in der gesamten Bundesrepublik einheitlich. Dieser einheitliche Punktwert wurde von dem Gesetzgeber zum 1. Januar 2005 gesetzlich verfügt. Damaliger Punktwert betrug 0,7235 €. Vom 1. Januar 2007 bis zum 31. Dezember 2007 betrug er 0,7269 €, vom 1. Januar 2008 bis zum 31. März 2009 0,7316 €. Seit dem 1. April 2009 beträgt der Punktwert 0,7454 €. Zum 1. Januar 2010 wurde der Punktwert für ZE bundesweit auf 0,7533 € angehoben und beträgt seit dem 1. Januar 2011 0,7620 €.
Auch zum 1. Januar 2012 wurde der Punktwert angehoben und beträgt 0,7771 €. Ab dem 1. April 2014 gilt bis Jahresende ein Verrechnungspunktwert von 0,8490 Euro. In diesem ist eine Nachvergütung für die vorausgegangenen fünf Quartale, in denen sich die Vertragspartner nicht über eine Punktwerterhöhung einigen konnten, enthalten. Der Ausgangspunktwert für die Vertragsverhandlungen für das Jahr 2015 beträgt 0,8152 €.

## Inhalt des BEMA 2004
- Allgemeine Bestimmungen
- Teil 1 – Konservierende und chirurgische Leistungen und Röntgenleistungen
- Teil 2 – Behandlung von Verletzungen des Gesichtsschädels (Kieferbruch), Kiefergelenkserkrankungen (Aufbissbehelfe)
- Teil 3 – Kieferorthopädische Behandlung
- Teil 4 – Systematische Behandlung von Parodontopathien
- Teil 5 – Versorgung mit Zahnersatz und Zahnkronen
  - Auslagenersatz – Labor und Materialkosten

### Allgemeine Bestimmungen
Die Inhalte des BEMA 2004 beginnen mit allgemeinen Bestimmungen.

### Teil 1 – Konservierende und chirurgische Leistungen und Röntgenleistungen
| Ä1    | BEMA-Nr. Ä1    | 9 Punkte   | Beratung und symptombezogene Untersuchung                                                            |
| 01    | BEMA-Nr. 01    | 18 Punkte  | Eingehende Untersuchung                                                                              |
| 01k   | BEMA-Nr. 01k   | 28 Punkte  | Kieferorthopädische Untersuchung                                                                     |
| Ohn   | BEMA-Nr. 02    | 20 Punkte  | Hilfeleistung bei Ohnmacht oder Kollaps                                                              |
| Zu    | BEMA-Nr. 03    | 15 Punkte  | Nachtzuschlag, Sonn- oder Feiertagszuschlag                                                          |
| 04    | BEMA-Nr. 04    | 10 Punkte  | PSI-Code erheben                                                                                     |
| 05    | BEMA-Nr. 05    | 20 Punkte  | Gewinnung von Zellmaterial                                                                           |
| Inz1  | BEMA-Nr. Ä161  | 15 Punkte  | Eröffnung eines oberflächlichen Abszesses                                                            |
| Rö2   | BEMA-Nr. Ä925a | 12 Punkte  | Röntgen-Diagnostik der Zähne bis zu 2 Aufnahmen                                                      |
| Rö5   | BEMA-Nr. Ä925b | 19 Punkte  | Röntgen-Diagnostik der Zähne bis zu 5 Aufnahmen                                                      |
| Rö8   | BEMA-Nr. Ä925c | 27 Punkte  | Röntgen-Diagnostik der Zähne bis zu 8 Aufnahmen                                                      |
| Stat  | BEMA-Nr. Ä925d | 34 Punkte  | Röntgen-Status bei mehr als 8 Aufnahmen                                                              |
| Ä928  | BEMA-Nr.Ä928   | 30 Punkte  | Röntgenaufnahme der Hand                                                                             |
| Ä934a | BEMA-Nr. Ä934a | 19 Punkte  | eine Röntgenaufnahme des Schädels (Fernröntgen)                                                      |
| Ä934b | BEMA-Nr. Ä934b | 30 Punkte  | zwei Röntgenaufnahmen des Schädels (Fernröntgen)                                                     |
| Ä934c | BEMA-Nr. Ä934c | 36 Punkte  | mehr als zwei Röntgenaufnahmen des Schädels (Fernröntgen)                                            |
| Ä935a | BEMA-Nr. Ä935a | 21 Punkte  | eine Teilaufnahme (Panoramaaufnahme) des Schädels                                                    |
| Ä935b | BEMA-Nr. Ä935b | 25 Punkte  | zwei Teilaufnahmen (Panoramaaufnahme) des Schädels                                                   |
| Ä935c | BEMA-Nr. Ä935c | 31 Punkte  | mehr als zwei Teilaufnahmen (Panoramaaufnahme) des Schädels                                          |
| OPG   | BEMA-Nr. Ä935d | 36 Punkte  | Orthopantomographie                                                                                  |
| ViPr  | BEMA-Nr. 8     | 6 Punkte   | Vitalitätsprüfung der Zähne                                                                          |
| üZ    | BEMA-Nr. 10    | 6 Punkte   | Behandlung überempfindlicher Zähne, je Sitzung                                                       |
| pV    | BEMA-Nr. 11    | 19 Punkte  | Provisorischer Verschluss einer Kavität                                                              |
| bMF   | BEMA-Nr. 12    | 10 Punkte  | Besondere Maßnahmen beim Präparieren oder Füllen                                                     |
| F1    | BEMA-Nr. 13a   | 32 Punkte  | Füllung – einflächig                                                                                 |
| F2    | BEMA-Nr. 13b   | 39 Punkte  | Füllung – zweiflächig                                                                                |
| F3    | BEMA-Nr. 13c   | 49 Punkte  | Füllung – dreiflächig                                                                                |
| F4    | BEMA-Nr. 13d   | 58 Punkte  | Füllung – mehr als dreiflächig oder Eckenaufbau im Frontzahnbereich                                  |
| 13e   | BEMA-Nr. 13e   | 52 Punkte  | Kompositfüllung Seitenzahn – einflächig                                                              |
| 13f   | BEMA-Nr. 13f   | 64 Punkte  | Kompositfüllung Seitenzahn – zweiflächig                                                             |
| 13g   | BEMA-Nr. 13g   | 84 Punkte  | Kompositfüllung Seitenzahn – dreiflächig                                                             |
| 14    | BEMA-Nr. 14    | 50 Punkte  | Konfektionierte Krone (bei Kindern)                                                                  |
| St    | BEMA-Nr. 16    | 20 Punkte  | Stiftverankerung einer Füllung, je Zahn, inklusive Material                                          |
| Ekr   | BEMA-Nr. 23    | 17 Punkte  | Entfernen einer Krone, eines Brückenankers oder eines Wurzelstiftes                                  |
| Cp    | BEMA-Nr. 25    | 6 Punkte   | indirekte Überkappung der Pulpa; je Kavität (Caries profunda)                                        |
| P     | BEMA-Nr. 26    | 6 Punkte   | direkte Überkappung der Pulpa; je Zahn (Pulpa)                                                       |
| Pulp  | BEMA-Nr. 27    | 29 Punkte  | Pulpotomie (Vitalamputation)                                                                         |
| VitE  | BEMA-Nr. 28    | 18 Punkte  | Exstirpation der vitalen Pulpa; je Kanal                                                             |
| Dev   | BEMA-Nr. 29    | 11 Punkte  | Devitalisieren einer Pulpa; je Zahn                                                                  |
| Trep1 | BEMA-Nr.31     | 11 Punkte  | Trepanation eines pulpatoten Zahnes                                                                  |
| WK    | BEMA-Nr. 32    | 29 Punkte  | Wurzelkanalaufbereitung; je Kanal                                                                    |
| Med   | BEMA-Nr. 34    | 15 Punkte  | Medikamentöse Einlage                                                                                |
| WF    | BEMA-Nr. 35    | 17 Punkte  | Wurzelfüllung; je Kanal                                                                              |
| Nbl1  | BEMA-Nr. 36    | 15 Punkte  | Stillung einer übermäßigen Blutung (Nachblutung)                                                     |
| Nbl2  | BEMA-Nr. 37    | 29 Punkte  | Stillung einer übermäßigen Blutung durch Abbinden oder Umstechen (Nachblutung)                       |
| N     | BEMA-Nr. 38    | 10 Punkte  | Nachbehandlung nach chirurgischem Eingriff                                                           |
| I     | BEMA-Nr. 40    | 8 Punkte   | Infiltrationsanästhesie                                                                              |
| L1    | BEMA-Nr. 41a   | 12 Punkte  | intraorale Leitungsanästhesie                                                                        |
| L2    | BEMA-Nr. 41b   | 16 Punkte  | extraorale Leitungsanästhesie                                                                        |
| X1    | BEMA-Nr. 43    | 10 Punkte  | Entfernung eines einwurzeligen Zahnes                                                                |
| X2    | BEMA-Nr. 44    | 15 Punkte  | Entfernung eines mehrwurzeligen Zahnes                                                               |
| X3    | BEMA-Nr. 45    | 40 Punkte  | Entfernung eines tieffrakturierten Zahnes                                                            |
| XN    | BEMA-Nr. 46    | 21 Punkte  | Chirurgische Wundrevision                                                                            |
| Ost1  | BEMA-Nr. 47a   | 58 Punkte  | Zahnentfernung durch Osteotomie                                                                      |
| Hem   | BEMA-Nr. 47b   | 72 Punkte  | Hemisektion u. Teilextraktion mehrwurzeliger Zähne                                                   |
| Ost2  | BEMA-Nr. 48    | 78 Punkte  | Entfernung eines verlagerten oder retinierten Zahnes durch Osteotomie, einschließlich Wundversorgung |
| Exz1  | BEMA-Nr.49     | 10 Punkte  | Exzision der Mundschleimhaut; je Zahngebiet                                                          |
| Exz2  | BEMA-Nr.50     | 37 Punkte  | Exzision einer Schleimhautwucherung                                                                  |
| Pla1  | BEMA-Nr. 51a   | 80 Punkte  | Plastischer Verschluss durch Zahnfleischplastik                                                      |
| Pla0  | BEMA-Nr. 51b   | 40 Punkte  | Plastischer Verschluss in Verbindung mit einer Osteotomie                                            |
| Trep2 | BEMA-Nr. 52    | 24 Punkte  | Trepanation des Kieferknochens                                                                       |
| Ost3  | BEMA-Nr. 53    | 72 Punkte  | Sequestrotomie bei Osteomyelitis                                                                     |
| WR1   | BEMA-Nr. 54a   | 72 Punkte  | Wurzelspitzenresektion (WSR) – Frontzahn                                                             |
| WR2   | BEMA-Nr. 54b   | 96 Punkte  | WSR – Seitenzahn; für die erste Wurzelspitze                                                         |
| WR3   | BEMA-Nr. 54c   | 48 Punkte  | WSR – jede weitere Wurzelspitze am selben Seitenzahn                                                 |
| RI    | BEMA-Nr. 55    | 72 Punkte  | Reimplantation eines Zahnes                                                                          |
| Zy1   | BEMA-Nr. 56a   | 120 Punkte | Zysten-Operation – Zystektomie                                                                       |
| Zy2   | BEMA-Nr. 56b   | 72 Punkte  | Zysten-Operation – Zystostomie                                                                       |
| Zy3   | BEMA-Nr. 56c   | 48 Punkte  | Zysten-Operation – Zystektomie mit Osteotomie bzw. WSR                                               |
| Zy4   | BEMA-Nr. 56d   | 48 Punkte  | Zysten-Operation – Zystostomie mit Osteotomie bzw. WSR                                               |
| SMS   | BEMA-Nr. 57    | 48 Punkte  | Beseitigung störender Schleimhautbändchen                                                            |
| KnR   | BEMA-Nr. 58    | 48 Punkte  | Knochenresektion                                                                                     |
| Pla2  | BEMA-Nr. 59    | 120 Punkte | Mundbodenplastik oder Vestibulumplastik                                                              |
| Pla3  | BEMA-Nr. 60    | 80 Punkte  | Tuberplastik; einseitig                                                                              |
| Dia   | BEMA-Nr. 61    | 72 Punkte  | Lippenbändchen-Korrektur (Diastema)                                                                  |
| Alv   | BEMA-Nr. 62    | 36 Punkte  | Alveolotomie                                                                                         |
| Fl    | BEMA-Nr. 63    | 80 Punkte  | Freilegung eines retinierten und/oder verlagerten Zahnes zur kieferorthopädischen Einstellung        |
| Gern  | BEMA-Nr. 64    | 72 Punkte  | Germektomie                                                                                          |
| Mu    | BEMA-Nr. 105   | 8 Punkte   | lokale medikamentöse Mundschleimhautbehandlung; je Sitzung                                           |
| sK    | BEMA-Nr. 106   | 10 Punkte  | Beseitigung scharfer Zahnkanten oder Prothesenränder; je Sitzung                                     |
| Zst   | BEMA-Nr. 107   | 16 Punkte  | Entfernen harter Zahnbeläge; je Sitzung(Zahnstein)                                                   |

#### Besuche/Aufsuchende Betreuung
| Bs1 | BEMA-Nr. 151 | 36 Punkte | Besuch eines Versicherten, einschließlich Beratung und eingehende Untersuchung |
| Bs2 | BEMA-Nr. 152 | 34 Punkte | Besuch je weiterem Versicherten in derselben häuslichen Gemeinschaft oder Einrichtung in unmittelbarem zeitlichen Zusammenhang mit einer Leistung nach Nr. 151 – einschließlich Beratung und eingehende Untersuchung.                                                   |
| Bs3 | BEMA-Nr. 153 | 28 Punkte | Besuch eines pflegebedürftigen Versicherten in einer stationären Pflegeeinrichtung zu vorher vereinbarten Zeiten und bei regelmäßiger Tätigkeit in der Pflegeeinrichtung einschließlich Beratung und eingehende Untersuchung, ohne Vorliegen eines Kooperationsvertrags |
| Bs4 | BEMA-Nr. 154 | 28 Punkte | Besuch eines pflegebedürftigen Versicherten in einer stationären Pflegeeinrichtung im Rahmen eines Kooperationsvertrags, einschließlich Beratung und eingehende Untersuchung                                                                                            |
| Bs5 | BEMA-Nr. 155 | 26 Punkte | Besuch je weiterem pflegebedürftigen Versicherten in derselben stationären Pflegeeinrichtung im Rahmen eines Kooperationsvertrags in unmittelbarem zeitlichen Zusammenhang mit einer Leistung nach Nr. 154 einschließlich Beratung und eingehende Untersuchung          |

| ZBs1a | BEMA-Nr. 161a | 18 Punkte | Zuschlag für dringend angeforderte und unverzüglich durchgeführte Besuche                                             |
| ZBs1b | BEMA-Nr. 161b | 29 Punkte | Zuschlag für Montag bis Freitag in der Zeit von 20 bis 22 Uhr oder 6 bis 8 Uhr durchgeführte Besuche                  |
| ZBs1c | BEMA-Nr. 161c | 50 Punkte | Zuschlag für Montag bis Freitag in der Zeit zwischen 22 und 6 Uhr durchgeführte Besuche                               |
| ZBs1d | BEMA-Nr. 161d | 38 Punkte | Zuschlag für an Samstagen, Sonn- oder Feiertagen in der Zeit zwischen 8 und 20 Uhr durchgeführte Besuche              |
| ZBs1e | BEMA-Nr. 161e | 67 Punkte | Zuschlag für an Samstagen, Sonn- oder Feiertagen in der Zeit von 20 bis 22 Uhr oder 6 bis 8 Uhr durchgeführte Besuche |
| ZBs1f | BEMA-Nr. 161f | 88 Punkte | Zuschlag für an Samstagen, Sonn- oder Feiertagen in der Zeit zwischen 22 und 6 Uhr durchgeführte Besuche              |

| ZBs2a | BEMA-Nr. 162a | 9 Punkte  | Zuschlag für dringend angeforderte und unverzüglich durchgeführte Besuche                                             |
| ZBs2b | BEMA-Nr. 162b | 15 Punkte | Zuschlag für Montag bis Freitag in der Zeit von 20 bis 22 Uhr oder 6 bis 8 Uhr durchgeführte Besuche                  |
| ZBs2c | BEMA-Nr. 162c | 25 Punkte | Zuschlag für Montag bis Freitag in der Zeit zwischen 22 und 6 Uhr durchgeführte Besuche                               |
| ZBs2d | BEMA-Nr. 162d | 19 Punkte | Zuschlag für an Samstagen, Sonn- oder Feiertagen in der Zeit zwischen 8 und 20 Uhr durchgeführte Besuche              |
| ZBs2e | BEMA-Nr. 162e | 34 Punkte | Zuschlag für an Samstagen, Sonn- oder Feiertagen in der Zeit von 20 bis 22 Uhr oder 6 bis 8 Uhr durchgeführte Besuche |
| ZBs2f | BEMA-Nr. 162f | 44 Punkte | Zuschlag für an Samstagen, Sonn- oder Feiertagen in der Zeit zwischen 22 und 6 Uhr durchgeführte Besuche              |

| ZKi | BEMA-Nr. 165 | 14 Punkte | Zuschlag zu den Leistungen nach den Nrn. 151, 152, 153, 154 und 155 bei Kindern bis zum vollendeten vierten Lebensjahr |

| PBA1a | BEMA-Nr. 171a | 35 Punkte | Zuschlag für das Aufsuchen von Versicherten, die pflegebedürftig sind, eine Behinderung oder eine eingeschränkte Alltagskompetenz aufweisen |
| PBA1b | BEMA-Nr. 171b | 30 Punkte | Zuschlag für das Aufsuchen je weiterem Versicherten, der pflegebedürftig ist, eine Behinderung oder eine eingeschränkte Alltagskompetenz aufweist, in derselben häuslichen Gemeinschaft oder Einrichtung in unmittelbarem zeitlichen Zusammenhang mit einer Leistung nach Nr. 171a |

| SP1a | BEMA-Nr. 172a | 36 Punkte | Zuschlag für das Aufsuchen eines pflegebedürftigen Versicherten in einer stationären Pflegeeinrichtung |
| SP1b | BEMA-Nr. 172b | 31 Punkte | Zuschlag für das Aufsuchen je weiterem pflegebedürftigen Versicherten in derselben stationären Pflegeeinrichtung in unmittelbarem zeitlichen Zusammenhang mit einer Leistung nach Nr. 172a |
| SP1c | BEMA-Nr. 172c | 16 Punkte | Beurteilung des zahnärztlichen Behandlungsbedarfs, des Pflegezustands der Zähne, der Mundschleimhaut sowie der Prothesen, Einbringen von versichertenbezogenen Vorschlägen für Maßnahmen zum Erhalt und zur Verbesserung der Mundgesundheit, einschließlich Dokumentation anhand des Formblatts nach Anlage 2 zur Rahmenvereinbarung gemäß § 119b Abs. 2 SGB V |
| SP1d | BEMA-Nr. 172d | 20 Punkte | Unterstützung und ggf. praktische Anleitung des Pflegepersonals bei der Durchführung der ihm obliegenden Aufgaben durch versichertenbezogene Vorschläge für Maßnahmen zum Erhalt und zur Verbesserung der Mundgesundheit sowie Hinweise zu Besonderheiten der Zahnpflege sowie zu Pflege und Handhabung des Zahnersatzes                                       |

| bis zu zwei Kilometern 4,30 Euro,                           | bei Nacht (zwischen 20 und 8 Uhr) 8,60 Euro. |
| mehr als zwei Kilometern bis zu fünf Kilometern 8,00 Euro,  | bei Nacht 12,30 Euro.                        |
| mehr als fünf Kilometern bis zu zehn Kilometern 12,30 Euro, | bei Nacht 18,40 Euro.                        |
| mehr als zehn Kilometern bis zu 25 Kilometern 18,40 Euro,   | bei Nacht 30,70 Euro.                        |

| bei mehr als 25 Kilometern Entfernung: 0,42 Euro für jeden zurückgelegten Kilometer, wenn er einen eigenen Kraftwagen benutzt, bei Benutzung anderer Verkehrsmittel die tatsächlichen Aufwendungen, |
| bei Abwesenheit bis zu acht Stunden 56 Euro, |
| bei Abwesenheit von mehr als acht Stunden 112,50 Euro je Tag, |
| Ersatz der Kosten für notwendige Übernachtungen. |

| KSIK | BEMA-Nr. 181 | 14 Punkte | Konsiliarische Erörterung mit Ärzten und Zahnärzten                                                               |
| KSIK | BEMA-Nr. 182 | 14 Punkte | Konsiliarische Erörterung mit Ärzten und Zahnärzten im Rahmen eines Kooperationsvertrags nach § 119b Abs. 1 SGB V |

#### Individualprophylaxe/Früherkennungsuntersuchung
| IP1 | BEMA-Nr. IP1 | 20 Punkte | Mundhygienestatus                               |
| IP2 | BEMA-Nr. IP2 | 17 Punkte | Mundgesundheitsaufklärung                       |
| IP4 | BEMA-Nr. IP4 | 12 Punkte | Lokale Fluoridierung der Zähne                  |
| IP5 | BEMA-Nr. IP5 | 16 Punkte | Fissurenversiegelung (nur 6er und 7er); je Zahn |
| FU  | BEMA-Nr. FU  | 25 Punkte | Zahnärztliche Früherkennungsuntersuchung        |

### Teil 2 – Behandlung von Verletzungen des Gesichtsschädels (Kieferbruch), Kiefergelenkserkrankungen (Aufbissbehelfe)
| BEMA-Nr. 2   | 20 Punkte  | Heil- und Kostenplan Kieferbruch                                                                     |
| BEMA-Nr. 7a  | 19 Punkte  | Modelle Oberkiefer und Unterkiefer, dreidimensional (KFO)                                            |
| BEMA-Nr. 7b  | 19 Punkte  | Modelle Oberkiefer und Unterkiefer (Zahnersatz und Kieferbruch)                                      |
| BEMA-Nr. K1  |            | Aufbissbehelf mit adjustierter Oberfläche – in der konkreten Ausführung wie nachfolgend aufgelistet: |
| BEMA-Nr. K1a | 106 Punkte | – zur Unterbrechung der Okklusionskontakte                                                           |
| BEMA-Nr. K1b | 106 Punkte | – als Aufbissschiene bei PAR-Behandlung                                                              |
| BEMA-Nr. K1c | 106 Punkte | – als Bissführungsplatte bei Zahnersatz                                                              |
| BEMA-Nr. K2  | 45 Punkte  | Aufbissbehelf ohne adjustierte Oberfläche                                                            |
| BEMA-Nr. K3  | 61 Punkte  | Umarbeitung vorhandener Prothesen zum Aufbissbehelf                                                  |
| BEMA-Nr. K4  | 11 Punkte  | semipermanente Schienung; je Interdentalraum                                                         |
| BEMA-Nr. K6  | 30 Punkte  | Wiederherstellung und/oder Unterfütterung eines Aufbissbehelfs                                       |
| BEMA-Nr. K7  | 6 Punkte   | Kontrollbehandlung, gegebenenfalls mit einfacher Korrektur                                           |
| BEMA-Nr. K8  | 12 Punkte  | Kontrollbehandlung mit Einschleifen des Aufbissbehelfs                                               |
| BEMA-Nr. K9  | 35 Punkte  | Kontrollbehandlung mit Aufbau einer neuen adjustierten Oberfläche                                    |

### Teil 3 – Kieferorthopädische Behandlung
| BEMA-Nr. 5    | BEMA-Nr. 5    | 95 Punkte           | Kieferorthopädische Behandlungsplanung                                                                        | Kieferorthopädische Behandlungsplanung                                                                        |
| BEMA-Nr. 7a   | BEMA-Nr. 7a   | 19 Punkte           | Abformung, Bißnahme in habitueller Okklusion für das Erstellen von dreidimensional orientierten Modelle (KFO) | Abformung, Bißnahme in habitueller Okklusion für das Erstellen von dreidimensional orientierten Modelle (KFO) |
| BEMA-Nr. 116  | BEMA-Nr. 116  | 15 Punkte           | Fotografie, je Aufnahme                                                                                       | Fotografie, je Aufnahme                                                                                       |
| BEMA-Nr. 117  | BEMA-Nr. 117  | 35 Punkte           | Modellanalyse, je Nr. 7a                                                                                      | Modellanalyse, je Nr. 7a                                                                                      |
| BEMA-Nr. 118  | BEMA-Nr. 118  | 25 Punkte           | Kephalometrische Auswertung                                                                                   | Kephalometrische Auswertung                                                                                   |
| BEMA-Nr. 119  | BEMA-Nr. 119  |                     | Maßnahmen zur Umformung eines Kiefers                                                                         | Maßnahmen zur Umformung eines Kiefers                                                                         |
|               | a             | 132 Punkte          | einfach | je Quartal 11 Punkte                                                                                          |
| b             | 204 Punkte    | mittelschwer        | je Quartal 17 Punkte                                                                                          | |
| c             | 276 Punkte    | schwierig           | je Quartal 23 Punkte                                                                                          | |
| d             | 336 Punkte    | besonders schwierig | je Quartal 28 Punkte                                                                                          | |
| BEMA-Nr. 120  | BEMA-Nr. 120  |                     | Maßnahmen zur Einstellung des Unterkiefers                                                                    | Maßnahmen zur Einstellung des Unterkiefers                                                                    |
|               | a             | 204 Punkte          | einfach | je Quartal 17 Punkte                                                                                          |
| b             | 228 Punkte    | mittelschwer        | je Quartal 19 Punkte                                                                                          | |
| c             | 276 Punkte    | schwierig           | je Quartal 23 Punkte                                                                                          | |
| d             | 336 Punkte    | besonders schwierig | je Quartal 28 Punkte                                                                                          | |
| BEMA-Nr. 121  | BEMA-Nr. 121  | 17 Punkte           | Beseitigung von Habits, je Sitzung                                                                            | Beseitigung von Habits, je Sitzung                                                                            |
| BEMA-Nr. 122  | BEMA-Nr. 122  |                     | Kieferorthopädische Verrichtung als alleinige Leistung                                                        | Kieferorthopädische Verrichtung als alleinige Leistung                                                        |
| BEMA-Nr. 122a | BEMA-Nr. 122a | 21 Punkte           | Kontrolle des Behandlungserfolges, je Sitzung                                                                 | Kontrolle des Behandlungserfolges, je Sitzung                                                                 |
| BEMA-Nr. 122b | BEMA-Nr. 122b | 43 Punkte           | Vorbereitende Maßnahme, je Kiefer                                                                             | Vorbereitende Maßnahme, je Kiefer                                                                             |
| BEMA-Nr. 122c | BEMA-Nr. 122c | 27 Punkte           | Einfügen von Behandlungsmitteln                                                                               | Einfügen von Behandlungsmitteln                                                                               |
| BEMA-Nr. 123a | BEMA-Nr. 123a | 40 Punkte           | Offenhalten von Lücken, je Kiefer                                                                             | Offenhalten von Lücken, je Kiefer                                                                             |
| BEMA-Nr. 123b | BEMA-Nr. 123b | 14 Punkte           | Kontrolle eines Lückenhalters, je Behandlungsquartal                                                          | Kontrolle eines Lückenhalters, je Behandlungsquartal                                                          |
| BEMA-Nr. 124  | BEMA-Nr. 124  | 16 Punkte           | Einschleifen von Milchzähnen, je Sitzung                                                                      | Einschleifen von Milchzähnen, je Sitzung                                                                      |
| BEMA-Nr. 125  | BEMA-Nr. 125  | 30 Punkte           | Maßnahmen zur Wiederherstellung von Behandlungsmitteln, je Sitzung                                            | Maßnahmen zur Wiederherstellung von Behandlungsmitteln, je Sitzung                                            |
| BEMA-Nr. 126a | BEMA-Nr. 126a | 18 Punkte           | Eingliedern eines Brackets oder Attachments (inkl. ML-Kosten)                                                 | Eingliedern eines Brackets oder Attachments (inkl. ML-Kosten)                                                 |
| BEMA-Nr. 126b | BEMA-Nr. 126b | 42 Punkte           | Eingliedern eines Bandes (inkl. ML-Kosten)                                                                    | Eingliedern eines Bandes (inkl. ML-Kosten)                                                                    |
| BEMA-Nr. 126c | BEMA-Nr. 126c | 30 Punkte           | Wiedereingliederung eines Bandes                                                                              | Wiedereingliederung eines Bandes                                                                              |
| BEMA-Nr. 126d | BEMA-Nr. 126d | 6 Punkte            | Entfernung eines Bandes, Brackets oder Attachments                                                            | Entfernung eines Bandes, Brackets oder Attachments                                                            |
| BEMA-Nr. 127a | BEMA-Nr. 127a | 25 Punkte           | Eingliederung eines Teilbogens (inkl. ML-Kosten)                                                              | Eingliederung eines Teilbogens (inkl. ML-Kosten)                                                              |
| BEMA-Nr. 127b | BEMA-Nr. 127b | 7 Punkte            | Ausgliederung eines Teilbogens                                                                                | Ausgliederung eines Teilbogens                                                                                |
| BEMA-Nr. 128a | BEMA-Nr. 128a | 32 Punkte           | Eingliederung eines konfektionierten Vollbogens                                                               | Eingliederung eines konfektionierten Vollbogens                                                               |
| BEMA-Nr. 128b | BEMA-Nr. 128b | 40 Punkte           | Eingliederung eines individualisierten Vollbogens                                                             | Eingliederung eines individualisierten Vollbogens                                                             |
| BEMA-Nr. 128c | BEMA-Nr. 128c | 9 Punkte            | Ausgliederung von Vollbögen, je Bogen                                                                         | Ausgliederung von Vollbögen, je Bogen                                                                         |
| BEMA-Nr. 129  | BEMA-Nr. 129  | 24 Punkte           | Wiedereingliederung eines Voll- oder Teilbogens                                                               | Wiedereingliederung eines Voll- oder Teilbogens                                                               |
| BEMA-Nr. 130  | BEMA-Nr. 130  | 72 Punkte           | Eingliederung intra-/extraoraler Verankerungsapparaturen (inkl. ML-Kosten)                                    | Eingliederung intra-/extraoraler Verankerungsapparaturen (inkl. ML-Kosten)                                    |
| BEMA-Nr. 131  | BEMA-Nr. 131  | 50 Punkte           | Ein- und Ausgliederung einer Gaumennahterweiterungsapparatur                                                  | Ein- und Ausgliederung einer Gaumennahterweiterungsapparatur                                                  |
| BEMA-Nr. 132  | BEMA-Nr. 132  | 50 Punkte           | Herbstscharnier                                                                                               | Herbstscharnier                                                                                               |
| BEMA-Nr. 133  | BEMA-Nr. 133  | 50 Punkte           | Gesichtsmaske (zzgl. ML-Kosten)                                                                               | Gesichtsmaske (zzgl. ML-Kosten)                                                                               |

### Teil 4 – Systematische Behandlung von Parodontopathien
| BEMA-Nr. 4    | 39 Punkte | Befundaufnahme und Heil- und Kostenplan PAR                           |
| BEMA-Nr. P200 | 14 Punkte | Debridement – geschlossene PAR Behandlung; je einwurzeligem Zahn      |
| BEMA-Nr. P201 | 26 Punkte | Debridement – geschlossene PAR Behandlung; je mehrwurzeligem Zahn     |
| BEMA-Nr. P202 | 22 Punkte | chirurgische Therapie – offene PAR Behandlung; je einwurzeligem Zahn  |
| BEMA-Nr. P203 | 34 Punkte | chirurgische Therapie – offene PAR Behandlung; je mehrwurzeligem Zahn |
| BEMA-Nr. P108 | 6 Punkte  | Einschleifen des natürlichen Gebisses; je Sitzung                     |
| BEMA-Nr. P111 | 10 Punkte | Nachbehandlung; je Sitzung                                            |

### Teil 5 – Versorgung mit Zahnersatz und Zahnkronen
| BEMA-Nr. 18a   | 50 Punkte  | konfektionierter Aufbau; einzeitig                                                           |
| BEMA-Nr. 18b   | 80 Punkte  | gegossener Aufbau; zweizeitig                                                                |
| BEMA-Nr. 19    | 19 Punkte  | provisorische Krone oder Brückenglied einer provisorischen Brücke                            |
| BEMA-Nr. 20a   | 148 Punkte | metallische Vollkrone                                                                        |
| BEMA-Nr. 20b   | 158 Punkte | vestibulär verblendete Verblendkrone                                                         |
| BEMA-Nr. 20c   | 187 Punkte | metallische Teilkrone                                                                        |
| BEMA-Nr. 21    | 28 Punkte  | provisorische Krone mit Stiftverankerung                                                     |
| BEMA-Nr. 22    |            | Teilleistungen bei nicht vollendeten Leistungen nach den Nummern 18 und 20                   |
| BEMA-Nr. 24a   | 25 Punkte  | Wiedereinsetzen einer Krone oder dergl.                                                      |
| BEMA-Nr. 24b   | 43 Punkte  | Erneuern oder Wiedereinsetzen einer Facette, einer Verblendschale oder dergl.                |
| BEMA-Nr. 24c   | 7 Punkte   | Abnahme/Wiedereinsetzen einer provisorischen Krone                                           |
| BEMA-Nr. 89    | 16 Punkte  | Beseitigung von Artikulations- oder Okklusionsstörungen                                      |
| BEMA-Nr. 90    | 154 Punkte | Wurzelstiftkappe mit Verankerung im Wurzelkanal mit Kugelknopfanker                          |
| BEMA-Nr. 91a   | 118 Punkte | Metallische Vollkrone als Brückenanker                                                       |
| BEMA-Nr. 91b   | 128 Punkte | Vestibulär verblendete Vollkrone als Brückenanker                                            |
| BEMA-Nr. 91c   | 136 Punkte | Metallische Teilkrone als Brückenanker                                                       |
| BEMA-Nr. 91d   | 190 Punkte | Teleskopkrone                                                                                |
| BEMA-Nr. 91e   | 43 Punkte  | Geschiebe bei geteilter Brücke                                                               |
| BEMA-Nr. 92    | 62 Punkte  | Brückenspanne (je Spanne)                                                                    |
| BEMA-Nr. 93    | 335 Punkte | Adhäsivbrücke                                                                                |
| BEMA-Nr. 94a   |            | Teilleistungen bei Brücken nach den Nummern 90 bis 92                                        |
| BEMA-Nr. 94b   |            | Teilleistungen bei Adhäsivbrücken nach der Nummer 93                                         |
| BEMA-Nr. 95a   | 34 Punkte  | Wiedereinsetzen einer Brücke mit zwei Brückenankern                                          |
| BEMA-Nr. 95b   | 50 Punkte  | Wiedereinsetzen einer Brücke mit mehr als zwei Brückenankern                                 |
| BEMA-Nr. 95c   | 36 Punkte  | Erneuerung oder Wiedereinsetzen einer Facette                                                |
| BEMA-Nr. 95d   | 18 Punkte  | Abnahme/wiedereinsetzen einer provisorischen Brücke                                          |
| BEMA-Nr. 96a   | 57 Punkte  | Teilprothese – zum Ersatz von 1 bis 4 fehlenden Zähnen                                       |
| BEMA-Nr. 96b   | 83 Punkte  | Teilprothese – zum Ersatz von 5 bis 8 fehlenden Zähnen                                       |
| BEMA-Nr. 96c   | 115 Punkte | Teilprothese – zum Ersatz von mehr als 8 fehlenden Zähnen                                    |
| BEMA-Nr. 97a   | 250 Punkte | Totalprothese/Cover Denture-Prothese; Oberkiefer                                             |
| BEMA-Nr. 97b   | 290 Punkte | Totalprothese/Cover Denture-Prothese; Unterkiefer                                            |
| BEMA-Nr. 98a   | 29 Punkte  | Individueller Löffel (individualisierte Löffel) je Kiefer                                    |
| BEMA-Nr. 98b   | 57 Punkte  | Funktionsabformung Oberkiefer                                                                |
| BEMA-Nr. 98c   | 76 Punkte  | Funktionsabformung Unterkiefer                                                               |
| BEMA-Nr. 98d   | 23 Punkte  | Stützstiftregistrierung; intraoral                                                           |
| BEMA-Nr. 98e   | 16 Punkte  | Metallbasis (zahnloser Kiefer)                                                               |
| BEMA-Nr. 98f   | 22 Punkte  | doppelarmige Haltevorrichtung                                                                |
| BEMA-Nr. 98g   | 44 Punkte  | Metallbasis (teilbezahnter Kiefer)                                                           |
| BEMA-Nr. 98h/1 | 29 Punkte  | gegossene Halte- und Stützvorrichtung (eine)                                                 |
| BEMA-Nr. 98h/2 | 50 Punkte  | gegossene Halte- und Stützvorrichtung (mindestens zwei)                                      |
| BEMA-Nr. 99a   | 19 Punkte  | Teilleistung bei Prothesen (anatomischer Abdruck)                                            |
| BEMA-Nr. 99b   | 1/2 Gebühr | Teilleistung bei Prothesen (Maßnahme; einschließlich Bisslagebestimmung)                     |
| BEMA-Nr. 99c   | 3/4 Gebühr | Teilleistung bei Prothesen (weitergehende Maßnahmen)                                         |
| BEMA-Nr. 100   |            | Wiederherstellungen von Prothesen – in der konkreten Ausführung wie nachfolgend aufgelistet: |
| BEMA-Nr. 100a  | 30 Punkte  | – Wiederherstellung einer Prothese – kleineren Umfangs (ohne Abformung)                      |
| BEMA-Nr. 100b  | 50 Punkte  | – Wiederherstellung einer Prothese – größeren Umfangs (mit Abformung)                        |
| BEMA-Nr. 100c  | 44 Punkte  | – Teilunterfütterung                                                                         |
| BEMA-Nr. 100d  | 55 Punkte  | – vollständige Unterfütterung; indirekt                                                      |
| BEMA-Nr. 100e  | 81 Punkte  | – vollständige Unterfütterung mit Randgestaltung; Oberkiefer                                 |
| BEMA-Nr. 100f  | 81 Punkte  | – vollständige Unterfütterung mit Randgestaltung; Unterkiefer                                |
| BEMA-Nr. 101a  | 80 Punkte  | Weichteilstützung bei vorhandenem Restgebiss                                                 |
| BEMA-Nr. 101b  | 120 Punkte | Weichteilstützung bei zahnlosem Kiefer                                                       |
| BEMA-Nr. 102   | 240 Punkte | Obturator                                                                                    |
| BEMA-Nr. 103a  | 160 Punkte | temporäre Defektprothese                                                                     |
| BEMA-Nr. 103b  | 80 Punkte  | Ergänzungsmaßnahmen zu Nr. 103a                                                              |
| BEMA-Nr. 103c  | 300 Punkte | dauerhafte Defektprothese                                                                    |
| BEMA-Nr. 104a  | 300 Punkte | Epithese (klein)                                                                             |
| BEMA-Nr. 104b  | 500 Punkte | Epithese (groß)                                                                              |

### Auslagenersatz – Labor und Materialkosten
| BEMA-Nr. 601 |  | Stiftmaterial                             |
| BEMA-Nr. 602 |  | Telefonkosten, Versandkosten, Portokosten |
| BEMA-Nr. 603 |  | Laborkosten Zahnarztlabor                 |
| BEMA-Nr. 604 |  | Laborkosten Fremdlabor                    |